# Іщук Юрій Лукич
Ю́рій Луки́ч Іщу́к (26 січня 1930 — 24 жовтня 2016) — український науковець і винахідник, доктор технічних наук, професор, академік, автор багатьох наукових праць та запатентованих винаходів у нафтопереробній галузі.

## Життєпис
Народився у селищі міського типу Дружкопіль, нині — с. Журавники) Луцького району Волинської області. Батько — викладач місцевої школи Іщук Лука Якимович, мати — Іщук (Шевченко) Катерина Василівна. У 1949 році, попри тиск місцевих органів НКВС через відмову вступати в комсомольську місцеву організацію, все ж зумів закінчити середню школу зі срібною медаллю, а через п'ять років отримати диплом про вищу освіту з відзнакою за спеціальністю інженер-технолог з переробки нафти та газу у Львівському політехнічному інституті.
Розпочав свою кар'єру у 1954 році на Бердянському дослідному нафтооливному заводі, а у 1962 р. переїхав до Львова, там став заступником директора з наукової роботи в Українському науково-дослідному інституті.
У 1968 році переїжджає у Київ, де стає одним із засновників Українського науково-дослідного інституту нафтопереробної промисловості (УкрНДІНП) «МАСМА» і продовжує займатись розбудовую галузі та науковою діяльністю. У 1979 році захистив докторську дисертацію, а у 1980 році отримав звання професора. У 1990 році присвоєно звання заслуженого діяча науки та техніки, у 1992 р. отримав звання академіка Академії інженерних наук (АІН), у 1996 році присвоєно звання академіка Української нафтогазової академії (УНГА). З 1990 по 2005 рік очолював комітет із стандартизації нафтопродуктів Держстандарту України. У 1995 році став членом Американського національного інституту мастильних матеріалів (National Lubricating Grease Institute — NLGI), а з 1997 року — член Європейського інституту мастильних матеріалів (European Lubricating Grease Institute — ELGI).
Поєднуючи наукову та освітню діяльності, з 1997 року як професор кафедри, викладав у Державному Університеті «Львівська політехніка». Наставляючи молодих науковців, підготував 2 доктори та 18 кандидатів наук. Є автором 360 наукових робіт.
Має 95 патентів та авторських свідоцтв. Його внесок у розвиток нафтопереробної промисловості й до сьогодні вважається світовим науковим надбанням. Окрім техніко-наукових досягнень, постійно ініціював розвиток української мови. Після здобуття Україною незалежності, розуміючи негативний вплив на українську мову за часів СРСР, а саме шляхом викорінення технічної термінології, він ініціював та взяв участь у створенні унікального англо-німецько-російсько-українського «Словника з мастильних матеріалів і техніки мащення». Також є автором наукової фундаментальної роботи «Мастильні матеріали: класифікація та термінологія».
Протягом своєї наукової, освітньої та громадської діяльності удостоєний багатьох державних нагород — орденів, медалей, почесних дипломів, тощо.
Помер 26 жовтня 2016 у Києві, де прожив та пропрацював більшу частину свого життя.

## Наукові ступені
1. Академік Академії інженерних наук (АІН) України, 1992 р.
2. Академік Української нафтогазової академії (УНГА), 1996 р.
3. Професор Національного університету «Львівська політехніка», 1997 р.

## Нагороди

### Ордени
1. Орден Трудового Червоного Прапора (1971)
2. Орден Жовтневої Революції (1986)
3. Орден «За заслуги» 3-го ступеня (2004)

### Медалі
1. Медаль «В ознаменування 100-річчя з дня народження Володимира Ілліча Леніна» (1970)
2. Медаль «У пам'ять 1500-річчя Києва» (1982)
3. Медаль «Ветеран праці» (1985)
4. Срібна медаль ВДНХ СРСР (1973)
5. Срібна медаль ВДНХ СРСР (1975)

### Відзнаки і вшанування
1. «Заслужений діяч науки і техніки УРСР» (1990)
2. Лавреат Державної премії УРСР у галузі науки і техніки (1972)
3. «Відмінник нафтопереробної та нафтохімічної промисловості СРСР» (1980)
4. «Кращий винахідник Міннафтохімпрому СРСР» (1981)
5. Нагрудний знак «За заслуги». Державний комітет України з питань технічного регулювання та споживчої політики (Наказ Держспоживстандарту України від 26.01.2005)

### Грамоти та подяки
1. Почесна грамота Київського обласного правління НТО НГП ім. акад. І. М. Губкіна(лютий 1976)
2. Грамота Всесоюзного хімічного товариства ім. Д. І. Менделеєва (08.12.1980, № 28)

## Книги
1. Мастильні матеріали: класифікація та термінологія / Ю. Іщук, М. Гінзбург, Є. Кобилянський, С. Коваленко, Б. Ярмолюк // Катализ и нефтехимия. — 2005. — № 13. — С. 9-19.
2. «Ефірна олія» чи «есенція»? Наукове обгрунтування вибору терміна [Архівовано 28 квітня 2022 у Wayback Machine.] / Гінзбург, М.; Іщук, Ю.; Кобилянський, Є.; Ярмолюк, Б.; Коваленко, С. (2005) // Вісн. НАН України. — 2005. — N 11. — С. 59-63. — Бібліогр.: 24 назв. — укр.
3. Скляр Володимир Тихонович (14.07.1923 — 09.03.1998). Короткий нарис життя та творчості [Архівовано 28 квітня 2022 у Wayback Machine.] / Ю. Іщук, Л. Шкарапута // Катализ и нефтехимия. — 2003. — № 11. — С. 106—112. — укр.
4. Основні поняття та класифікація мастильних матеріалів [Архівовано 20 березня 2022 у Wayback Machine.] / Ю. Іщук, Є. Кобилянський, С. Коваленко, Б. Ярмолюк // Вісник Національного університету «Львівська політехніка». — Львів: Видавництво Національного університету «Львівська політехніка», 2004. — № 503 : Проблеми української термінології. — С. 118—120.
5. Англо-німецько-російсько-український словник з мастильних матеріалів і техніки мащення / Є. В. Лєбєдєв, Ю. Л. Іщук, М. М. Братичак. — Л. : Вид-во Нац. ун-ту «Львів. політехніка», 2003. — 564 c. — нім. ISBN 966-553-307-Х
6. Lubricating Grease Manufacturing Technology / Yuriy L. Ishchuk // ISBN (13) : 978-81-224-2648-9 PUBLISHING FOR ONE WORLD NEW AGE INTERNATIONAL (P) LIMITED, PUBLISHERS 4835/24, Ansari Road, Daryaganj, New Delhi — 110002
7. Rheological and thermophysical properties of greases. / Froishteter, G. B., Trilisky, K. K., Ishchuk, Yu. L. and Vinogradov, G. V. ISBN 10: 2881246737 / ISBN 13: 9782881246739 Published by Gordon and Breach Science Publishers, New York, 1989
8. Технология пластичных смазок Ищук, Ю. Л. // Киев: Наукова Думка // 248 страниц; 1986 г. — рос.
9. Состав, структура и свойства пластичных смазок Ищук, Ю. Л. // Киев, Наукова Думка, 1996—512 с. — рос.
10. Топлива, смазочные материалы технические жидкости. Справочник (1989) / Ред. В. М. Школьникова Авторы: К. М. Бадыштова, Я. А. Берштадт, Ш. К- Богданов. Т. И. Богданова, С. Б. Борщевскии, В. В. Булатников, В. К. Гусев, Е. Е. Довгополыи, Ю. Л. Ищук, И. О. Колесник, Н. И. Корох, Н. А. Кузнецов, И. В. Лендьел, Э. Д. Мамедова, Т. Н. Митусова, В. Д. Резников, Л. Н. Тетерина, А. А. Фуфаев, Г. И. Чередниченко, Ю. Н. Шехтер, Б. А. Энглин // ISBN 5—7245—0280—1 Издательство «Химия», 1989  — рос.

## Наукові статті (які перекладено англійською)
1. Properties of polyurea greases on a synthetic base. [Архівовано 28 квітня 2022 у Wayback Machine.]Borisenko, L.I., Ishchuk, Y.L.; Chem Technol Fuels Oils 40, 415—417 (2004).
2. Structure of Ultrabasic Sulfonate Greases. [Архівовано 28 квітня 2022 у Wayback Machine.]E. V. Kobylyanskii, G. G. Kravchuk, O. A. Makedonskii & Yu. L. Ishchuk; Chemistry and Technology of Fuels and Oils 38, 110—114 (2002).
3. Influence of composition of complex lithium soap on properties of lubricating grease [Архівовано 28 квітня 2022 у Wayback Machine.] Chem Technol Fuels Oils 31, 241—244 (1995).
4. Copper complexes as grease additives [Архівовано 28 квітня 2022 у Wayback Machine.] Yu. L. Ishchuk, Z. P. Mel'nik, S. S. Barykina, L. V. Surpina & V. L. Abramenko; Chemistry and Technology of Fuels and Oils volume 30, pages123–127 (1994).
5. Influence of mixed soap cations on properties of lubricating greases [Архівовано 28 квітня 2022 у Wayback Machine.] M. B. Nakonechnaya, Yu. L. Ishchuk, I. A. Lyubinin & G. G. Mnishchenko; Chemistry and Technology of Fuels and Oils volume 27, pages 375—377 (1991)
6. Effect of the group hydrocarbon composition of petroleum oils on the properties of polyurea lubricants [Архівовано 28 квітня 2022 у Wayback Machine.] L. I. Borisenko, Yu. L. Ishchuk, Z. M. Nikishina & F. Z. Voznyuk; Chemistry and Technology of Fuels and Oils volume 26, pages 369—372 (1990)
7. Influence of temperature on structure and properties of aluminum soap dispersions in white mineral oil [Архівовано 28 квітня 2022 у Wayback Machine.] B. Yu. Mitel'man, L. V. Podiennykh, Yu. L. Ishchuk & R. D. Novoded; Chemistry and Technology of Fuels and Oils volume 26, pages 307—311 (1990)
8. Modification and stabilization of the structure of silica gel lubricants [Архівовано 28 квітня 2022 у Wayback Machine.] O. I. Umanskaya, Yu. L. Ishchuk, R. N. Abadzheva & V. B. Smerechinskii; Chemistry and Technology of Fuels and Oils volume 26, pages 151—153 (1990)
9. Kinetic analysis of effectiveness of antioxidants in lithium lubricant oxidation process [Архівовано 28 квітня 2022 у Wayback Machine.] L. M. Kostyuk, V. V. Butovets & Yu. L. Ishchuk; Chemistry and Technology of Fuels and Oils volume 25, pages 456—460 (1989)
10. Properties of polyurea greases in synthetic lubricants [Архівовано 28 квітня 2022 у Wayback Machine.] Z. M. Nikishina, L. I. Borisenko, Yu. L. Ishchuk & F. Z. Voznyuk; Chemistry and Technology of Fuels and Oils volume 25, pages 206—208 (1989)
11. Effect of excess 12-hydroxystearic acid and calcium hydroxide on the properties of water-free calcium greases [Архівовано 28 квітня 2022 у Wayback Machine.] Yu. L. Ishchuk, M. E. Krasnokutskaya, L. N. Dugina & R. D. Novoded; Chemistry and Technology of Fuels and Oils volume 25, pages 152—155 (1989)
12. Effect of temperature on structure and properties of lithium soap/oil systems [Архівовано 28 квітня 2022 у Wayback Machine.] Yu. L. Ishchuk, L. V. Podlennykh & B. A. Godun; Chemistry and Technology of Fuels and Oils volume 25, pages 53–55 (1989)
13. Influence of physicochemical characteristics of expanded graphite on properties of lubricating greases [Архівовано 28 квітня 2022 у Wayback Machine.] O. I. Umanskaya, R. N. Abadzheva, Yu. L. Ishchuk, A. A. Fast & I. L. Mar'yasin; Chemistry and Technology of Fuels and Oils volume 24, pages 81–83 (1988)
14. Lubricating greases based on expanded graphite in various dispersion media [Архівовано 28 квітня 2022 у Wayback Machine.] O. I. Umanskaya, A. A. Fast, R. N. Abadzheva, Yu. L. Ishchuk & A. A. Yaniv; Chemistry and Technology of Fuels and Oils volume 23, pages 175—177 (1987)
15. Influence of composition of technical 12-hydroxystearic acid on properties of anhydrous calcium greases [Архівовано 28 квітня 2022 у Wayback Machine.] Yu. L. Ishchuk, L. N. Dugina, M. E. Krasnokutskaya & B. A. Godun; Chemistry and Technology of Fuels and Oils volume 22, pages 402—405 (1986)
16. Influence of formulation and processing factors on complex aluminum grease manufacture [Архівовано 28 квітня 2022 у Wayback Machine.] Yu. L. Ishchuk, A. P. Maksimilian, N. K. Man'kovskaya & V. I. Lozovaya; Chemistry and Technology of Fuels and Oils volume 21, pages 466—470 (1985)
17. Structure formation in dispersions of organobentonite in oil [Архівовано 28 квітня 2022 у Wayback Machine.] O. I. Umanskaya, A. A. Yaniv, T. G. Sokolova, Yu. L. Ishchuk & N. V. Vdovenko; Chemistry and Technology of Fuels and Oils volume 17, pages 220—223 (1981)
18. Effects of antioxidant and extreme-pressure additives on properties of bentonite greases [Архівовано 28 квітня 2022 у Wayback Machine.] Yu. L. Ishchuk, O. I. Umanskaya, A. A. Yaniv, M. I. Balyta & V. T. Shvetsova; Chemistry and Technology of Fuels and Oils volume 17, pages 88–92 (1981)
19. Dispersion media for lubricating greases [Архівовано 28 квітня 2022 у Wayback Machine.] I. V. Lend'el, Yu. L. Ishchuk, G. I. Cherednichenko & V. V. Sinitsyn; Chemistry and Technology of Fuels and Oils volume 16, pages 308—311 (1980)
20. Stripping apparatus for removal of water from soap/oil suspensions [Архівовано 28 квітня 2022 у Wayback Machine.] L. V. Tyshkevich, G. B. Froishteter, Yu. L. Ishchuk, L. O. Yurtin, A. A. Mishuk & I. V. Matroso; Chemistry and Technology of Fuels and Oils volume 15, pages 822—825 (1979)
21. Investigation of protective properties of lubricating greases under dynamic conditions [Архівовано 28 квітня 2022 у Wayback Machine.] A. R. Kravchenko, V. A. Kuznetsov, Yu. G. Kotlov & Yu. L. Ishchuk; Chemistry and Technology of Fuels and Oils volume 15, pages 373—375 (1979
22. Evaluation of grease oxidation stability and selection of oxidation inhibitors for lithium greases [Архівовано 28 квітня 2022 у Wayback Machine.] V. V. Butovets, B. Yu. Mitel'man, I. V. Lend'el, A. B. Sakovich & Yu. L. Ishchuk; Chemistry and Technology of Fuels and Oils volume 15, pages 97–100 (1979)
23. Use of esters of synthetic α,α-branched acids as the dispersion medium for complex calcium greases [Архівовано 28 квітня 2022 у Wayback Machine.] Yu. L. Ishchuk, O. Ya. Krentkovskaya, T. E. Pivovarova, S. P. Kuz'michev, I. V. Lend'el & E. V. Lebedev; Chemistry and Technology of Fuels and Oils volume 14, pages 503—506 (1978)
24. Effect of thickening-agent type on low-temperature properties of lubricating greases [Архівовано 28 квітня 2022 у Wayback Machine.] I. V. Lend'el, Yu. L. Ishchuk & V. V. Sinitsyn; Chemistry and Technology of Fuels and Oils volume 14, pages 498—502 (1978)
25. Influence of added adipic, azelaic, and sebacic acids on the thickening power of lithium 12-hydroxystearate [Архівовано 8 червня 2018 у Wayback Machine.] L. P. Ishchuk, V. B. Bulgak, Yu. L. Ishchuk & A. I. Fedorei; Chemistry and Technology of Fuels and Oils volume 14, pages 109—111 (1978)
26. Dependence of grease properties on state of surface of silicon dioxide modified with n-butanol [Архівовано 28 квітня 2022 у Wayback Machine.] Yu. L. Ishchuk, O. I. Umanskaya, A. S. Makarov, M. I. Balyta & A. A. Yaniv; Chemistry and Technology of Fuels and Oils volume 13, pages 878—882 (1977)
27. Operating experience with commercial unit for continuous production of greases of the uniol type [Архівовано 28 квітня 2022 у Wayback Machine.] S. P. Kuz'michev, Yu. L. Ishchuk, S. A. Stepanyants, A. A. Pigul'skii, A. A. Mishchuk, N. E. Lyutenko, M. B. Nakonechnaya & I. V. Lend'el Chemistry and Technology of Fuels and Oils volume 13, pages 177—180 (1977)
28. Complex calcium greases from soaps of individual 6-monohydroxycarboxylic acids [Архівовано 28 квітня 2022 у Wayback Machine.] Yu. L. Ishchuk, O. Ya. Krentkovskaya, A. K. Maskaev, S. P. Kuz'michev & V. A. Prokopchuk; Chemistry and Technology of Fuels and Oils volume 12, pages 882—884 (1976)
29. Influence of composition of dispersion medium on gel formation process in systems thickened by complex aluminum soap [Архівовано 28 квітня 2022 у Wayback Machine.] N. K. Man'kovskaya, Z. M. Nikishina, I. V. Lend'el, Yu. L. Ishchuk & I. I. Polishchuk; Chemistry and Technology of Fuels and Oils volume 12, pages 115—118 (1976)
30. Calculation of hydraulic resistance in transport of lubricating greases through pipelines [Архівовано 28 квітня 2022 у Wayback Machine.] G. B. Froishteter, É. L. Smorodinskii, Yu. L. Ishchuk, L. O. Yurtin & N. V. Radionova; Chemistry and Technology of Fuels and Oils volume 12, pages 129—133 (1976)
31. Semiautomatic meter for moisture content of greases and additives [Архівовано 28 квітня 2022 у Wayback Machine.] A. M. Manoilo, N. M. Terebii, Yu. L. Ishchuk, Yu. T. Gordash, G. B. Froishteter, V. A. Abushek & I. R. Korbut; Chemistry and Technology of Fuels and Oils volume 11, pages 895—896 (1975)
32. All-union Conference on Lubricating greases [Архівовано 28 квітня 2022 у Wayback Machine.] I. G. Fuks & Yu. L. Ishchuk; Chemistry and Technology of Fuels and Oils volume 11, pages 822—823 (1975)
33. Influence of adding oleic and ricinoleic acids to 12-hydroxystearic acid on the structure and properties of lithium greases [Архівовано 28 квітня 2022 у Wayback Machine.] Yu. L. Ishchuk, L. P. Ishchuk, A. K. Maskaev & A. A. Kotok; Chemistry and Technology of Fuels and Oils volume 10, pages 833—835 (1974)
34. New general-purpose lubricating greases based on complex calcium soaps [Архівовано 28 квітня 2022 у Wayback Machine.] Yu. L. Ishchuk, V. V. Sinitsyn, S. A. Stepanyants, M. B. Nakonechnaya, A. A. Pig-ul'skii, A. K. Maskaev, A. A. Mishchuk, S. P. Kuz'michev, I. V. Lend'el, P. E. Nedbailyuk, M. I. Smertenko, T. G. Sokolova, V. F. Smovskii & L. L. Dul'neva; Chemistry and Technology of Fuels and Oils volume 10, pages 826—828 (1974)
35. Evaluation of grease oxidation stability under dynamic conditions [Архівовано 28 квітня 2022 у Wayback Machine.] V. V. Butovets, L. S. Degtyarev, Yu. L. Ishchuk, A. B. Sakovich & B. Yu. Mitel'man; Chemistry and Technology of Fuels and Oils volume 10, pages 859—861 (1974)
36. Homogenizing lithium greases in valve homogenizers [Архівовано 28 квітня 2022 у Wayback Machine.] D. T. Mel'nik, G. B. Froishteter & Yu. L. Ishchuk; Chemistry and Technology of Fuels and Oils volume 10, pages 55–58 (1974)
37. Application of thermal methods of analysis in studying thermal-oxidative stability of lubricating oils [Архівовано 28 квітня 2022 у Wayback Machine.] R. D. Novoded, M. V. Bogdanov & Yu. L. Ishchuk; Chemistry and Technology of Fuels and Oils volume 10, pages 78–81 (1974)
38. Complex calcium greases from soaps of individual and mixed acids [Архівовано 28 квітня 2022 у Wayback Machine.] M. B. Nakonechnaya, Yu. L. Ishchuk, V. V. Sinitsyn, N. V. Zhebrovskaya & N. V. Samoilenko; Chemistry and Technology of Fuels and Oils volume 9, pages 590—593 (1973)
39. Multipurpose greases based on lithium hydroxystearate [Архівовано 28 квітня 2022 у Wayback Machine.] S. P. Kuz'michev, L. P. Ishchuk, Yu. L. Ishchuk, V. V. Sinitsyn, I. V. Lend'el, I. G. Fuks & M. I. Smertenko; Chemistry and Technology of Fuels and Oils volume 9, pages 57–59 (1973)
40. Free alkalies and acids in soft greases [Архівовано 28 квітня 2022 у Wayback Machine.] V. V. Sinitsyn, L. P. Ishchuk & Yu. L. Ishchuk; Chemistry and Technology of Fuels and Oils volume 8, pages 672—675 (1972)
41. Properties of lithium greases as a function of degree of unsaturation of technical 12-hydroxystearic acid [Архівовано 28 квітня 2022 у Wayback Machine.] L. P. Ishchuk, V. V. Sinitsyn, Yu. L. Ishchuk, N. K. Man'kovskaya & A. K. Maskaev; Chemistry and Technology of Fuels and Oils volume 8, pages 511—514 (1972)
42. Viscosity of dispersion medium and properties of complex calcium greases [Архівовано 28 квітня 2022 у Wayback Machine.] T. G. Sokolova, Yu. L. Ishchuk, N. S. Goshko & V. V. Sinitsyn; Chemistry and Technology of Fuels and Oils volume 8, pages 382—384 (1972)
43. Surface-active agents in complex calcium greases based on soaps of 12-hydroxystearic acid [Архівовано 28 квітня 2022 у Wayback Machine.] Yu. L. Ishchuk, V. V. Sinitsyn & O. Ya. Krentkovskaya; Chemistry and Technology of Fuels and Oils volume 8, pages 270—273 (1972)
44. Evaluation of grease oxidation inhibitor efficiency by means of IR spectroscopy [Архівовано 28 квітня 2022 у Wayback Machine.] T. V. Medvedeva, I. G. Fuks, P. L. Klimenko, Yu. L. Ishchuk & É. M. Uvarova; Chemistry and Technology of Fuels and Oils volume 8, pages 308—311 (1972)
45. Application of IR spectroscopy in studying grease composition and properties (review) [Архівовано 28 квітня 2022 у Wayback Machine.] I. G. Fuks, T. V. Medvedeva & Yu. L. Ishchuk; Chemistry and Technology of Fuels and Oils volume 8, pages 152—156 (1972)
46. Ratio between the low- and high -molecular-weight carboxylic acids in kCa greases based on soaps of 12-hydroxystearic acid [Архівовано 28 квітня 2022 у Wayback Machine.] Yu. L. Ishchuk, V. V. Sinitsyn, O. Ya. Krentkovskaya & A. K. Maskaev; Chemistry and Technology of Fuels and Oils volume 8, pages 32–34 (1972)
47. Group composition of residual basic oil and properties of complex calcium lubricants [Архівовано 28 квітня 2022 у Wayback Machine.] T. G. Sokolova, V. V. Sinitsyn, N. S. Goshko & Yu. L. Ishchuk; Chemistry and Technology of Fuels and Oils volume 7, pages 918—920 (1971)
48. Relationship between low- and high-molecular-weight acids in complex calcium greases based on soaps of synthetic fatty acids [Архівовано 28 квітня 2022 у Wayback Machine.] M. B. Nakonechnaya, Yu. L. Ishchuk, V. V. Sinitsyn, N. S. Goshko, V. A. Prokopchuk & N. V. Zhebrovskaya; Chemistry and Technology of Fuels and Oils volume 7, pages 766—769 (1971)
49. Effect of the degree of saturation of hydroxy-fatty acids on the properties of complex calcium-lubricants [Архівовано 28 квітня 2022 у Wayback Machine.] Yu. L. Ishchuk, O. Ya. Krentkovskaya, N. K. Man'kovskaya, A. K. Maskaev & V. V. Sinitsyn; Chemistry and Technology of Fuels and Oils volume 7, pages 184—186 (1971)
50. Universal scheme for the continuous production of lubricants [Архівовано 28 квітня 2022 у Wayback Machine.] Yu. N. Shekhter, V. V. Vainshtok, I. G. Fuks, É. A. Smiotanko & Yu. L. Ishchuk; Chemistry and Technology of Fuels and Oils volume 5, pages 339—342 (1969)
51. Selection of grease lubricants for sintered sliding bearings [Архівовано 28 квітня 2022 у Wayback Machine.] V. D. Zozulya & Yu. L. Ishchuk; Soviet materials science: a transl. of Fiziko-khimicheskaya mekhanika materialov / Academy of Sciences of the Ukrainian SSR volume 2, pages 66–67 (1967)
52. Optimum raw material for production of synthetic solidols [Архівовано 28 квітня 2022 у Wayback Machine.] Yu. L. Ishchuk, V. V. Sinitsyn, M. B. Nakonechnaya, N. S. Goshko, V. A. Prokopchuk & L. P. Ishchuk; Chemistry and Technology of Fuels and Oils volume 2, pages 563—568 (1966)
53. Complex calcium greases based on synthetic fatty acids [Архівовано 28 квітня 2022 у Wayback Machine.] Yu. L. Ishchuk, V. V. Sinitsyn, N. S. Goshko, M. B. Nakonechnaya, V. A. Prokopchuk & P. S. Vakurov; Chemistry and Technology of Fuels and Oils volume 2, pages 107—110 (1966)
54. Solidols thickened with soaps of mixtures of unsaturated acids and synthetic (saturated) fatty acids [Архівовано 28 квітня 2022 у Wayback Machine.] V. V. Sinitsyn, Yu. L. Ishchuk, M. B. Nakonechna, R. G. Kolosyuk, L. P. Ishchuk, V. A. Prokopchuk & O. I. Umanskaya; Chemistry and Technology of Fuels and Oils volume 1, pages 390—393 (1965)